# Pastor-do-sudeste-europeu
A pastor-do-sudeste-europeu[a][b] (em romeno:  Ciobanesc Romanesc de Bucovina) é uma raça originária da Romênia, mais especificamente da região nordeste do país. Este cão recebeu atenção voltada para a seleção de melhoria, o que levou aos exemplares atuais. Em sua terra natal é usado como animal de guarda. Reconhecido e descrito pela primeira vez em 1982, teve seu padrão atualizado em 2001. Entre suas principais qualidades descritas estão a coragem em enfrentar animais maiores como os lobos, a calma, a devoção, a boa aceitação de crianças e a atenção aos perigos.